# 소누 니감
소누 니감(Sonu Nigam, 1973년 7월 30일 ~ )은 인도의 가수이다.